# Роденбек
Роденбек (нім. Rodenbek) — громада в Німеччині, розташована в землі Шлезвіг-Гольштейн. Входить до складу району Рендсбург-Екернферде. Складова частина об'єднання громад Мольфзе.
Площа — 7,09 км2. Населення становить 473 ос. (станом на 31 грудня 2020).